# Cyanoramphus novaezelandiae erythrotis
Cyanoramphus novaezelandiae erythrotis (лат.) — вымерший подвид птиц из семейства Psittaculidae.
Вид обитал на субантарктическом острове Маккуори, административно относящемуся к австралийскому штату Тасмания. На момент открытия в 1810 году острова там была большая популяция этих попугаев. В 1820 году остров посетила экспедиция Фаддея Беллинсгаузена. В течение 70 лет, последовавших за открытием острова Маккуори в 1810 году, эндемичный попугай Cyanoramphus novaezelandiae erythrotis оставался многочисленным, несмотря на появление
кошек (Felis catus) и других хищников. Решающим фактором быстрого исчезновения этой птицы в период с 1881 по 1890 год, по-видимому, стало успешное расселение кроликов (Oryctolagus cuniculus) в 1879 году. Это привело к значительному увеличению численности диких кошек и интродукции пастушка-уэка (Gallirallus australis) и, предположительно, к значительному усилению хищничества на попугайчиков.